# 小行星7912
小行星7912（英語：7912 Lapovok）是一颗围绕太阳公转的小行星。1978年8月8日，尼古拉·切爾尼赫在克里米亚发现了此天体。
这颗小行星的绝对星等为273.05050等。